# 美国独立战争中的德意志人

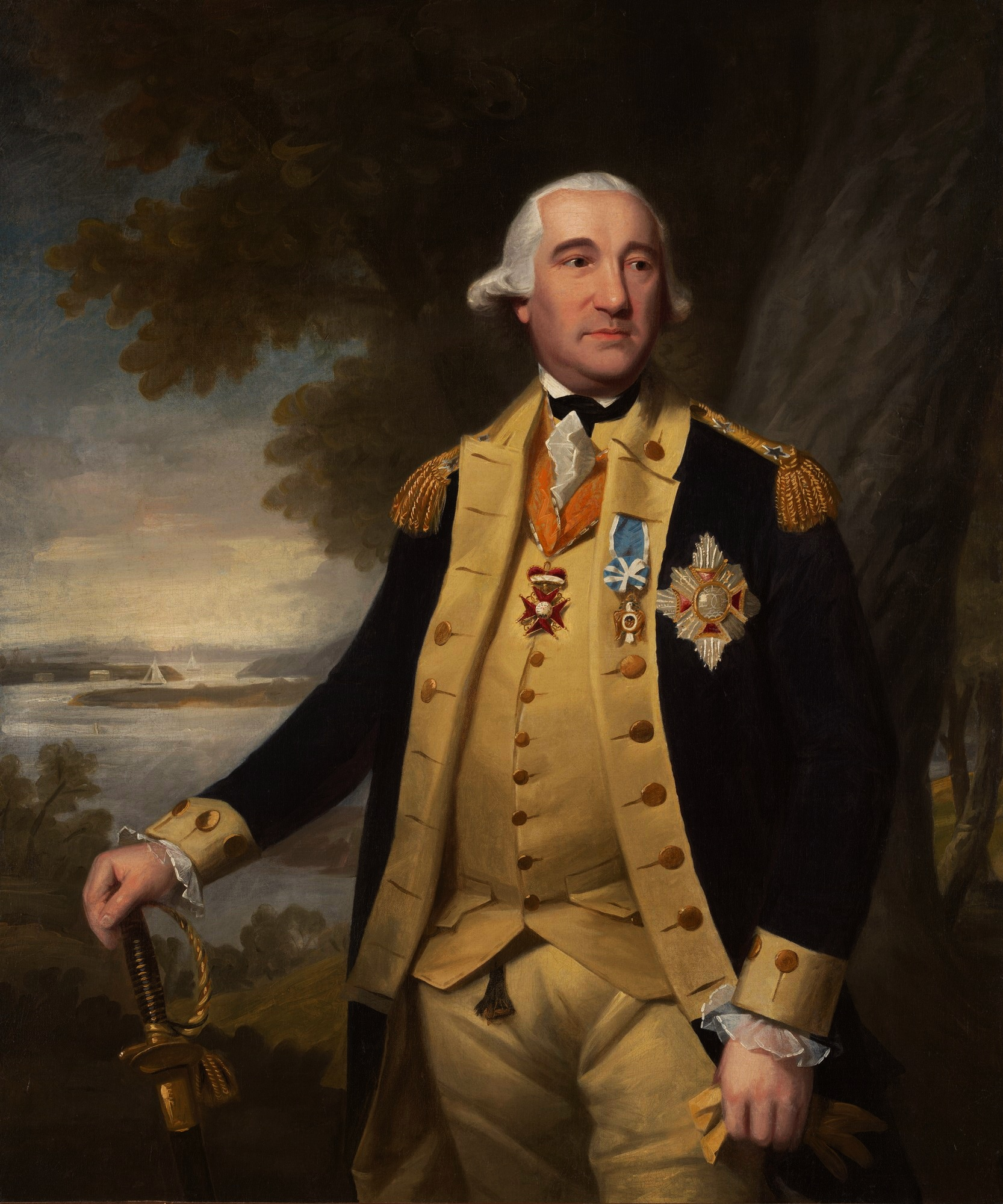
弗里德里希·威廉·冯·斯托本是普鲁士军队的一名上尉，后来成为美国大陆军的一位将军。作为乔治·华盛顿大陆军的总监察官，他教授了基本的军事操练与纪律，对美军的正规化建设起到了关键作

美國獨立戰爭的交战双方中都有德意志人。宾夕法尼亚省、纽约省以及其他十三殖民地都生活着大量德裔移民，他们大多保持中立，或支持爱国事业（北美殖民地独立事业）。还有些属于和平主义派别，如阿米什人，但依旧有很多人被卷入了革命与战争。

## 大英帝国的盟友
欧洲的德意志人生活在很多国家。七年战争期间，有些德意志人所在的国家是英国的盟友，这些国家會热情协助英方。在18世纪，英国在每场战争中都会使用外国援军。尽管英国辉格党反对动用德意志士兵来打击“英格兰人的子孙”，但议会还是以压倒性多数通过了该议案，以图尽快征募兵员镇压叛乱。
对于部分欧洲人来说，将军人租借给外国也是颇具争议的问题，但这些欧洲大陆国家的人民大多为参与外战的本国军人感到骄傲。普鲁士是一大著名的拒绝向外借出兵员的国家。生活在美洲的德意志人并非全都是外国援军，有些则加入了英军部队，比如國王皇家步槍團。
突如其来的借调上千外国援军的需求令征兵人员背负了沉重负担。征召上来的人必须满足基本标准，包括达到最低身高，以及拥有操作燧发枪所必需的牙齿数量。若兵员逃跑或装备丢失，征兵人员就必须赔偿损失。有约40000名德意志军人被派往北美、直布罗陀、梅诺卡岛和迈索尔以及南非。在美洲，英军部队中有超过三分之一的单位都是由德意志人組成。
德意志雇佣兵的到来令十三殖民地的居民警觉了起来。几名驻歐洲的十三殖民地代表宣称，若喬治四世国王动用这种军队与他们对抗，那他们就将宣布独立。爱国者们将德意志人部队称作雇佣兵。《美国独立宣言》的部分内容亦反映出了独立派的愤慨：
他（喬治四世）现在正在将大量外国雇佣兵运到我們這邊來，其残忍与背信弃义之程度若放到最野蛮的年代，也无出其右，這完全不是一个文明国度的君主的所作所为。——美国独立宣言
美国行动主义诗人梅西·奥蒂斯·沃伦将德意志外国援军说成野蛮人，但他也表示這些人也是暴政的受害者。
在整个战争期间，美国一直试图诱使受雇于英方的外国援军停止战斗。1778年4月，大陆会议发出了一封“致为大英帝国国王服役却并非该国王臣民的官兵们”的信，表示会为向美國投降的德意志人官兵提供土地与家畜，并提升其军衔。战后，大陆会议又決定給这些德裔其他优惠，特别是免费农田，目的是希望他们能留在美国。英方也向效忠派官兵承諾會提供土地与税务优惠。

### 黑森-卡塞尔

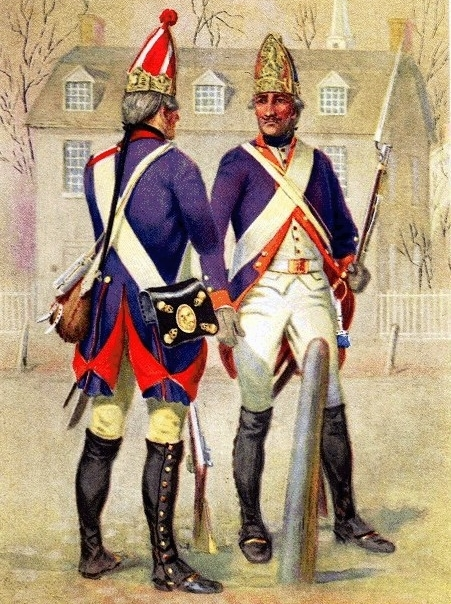
北美的黑森士兵

18世纪时，一些较小的欧洲大陆国家通過向其他大国出租军团來获得租金。其中由於黑森-卡塞尔伯国的经济情况尤为不佳，自17世纪起就开始向外出租职业军队，上层及下层阶级基本上都支持這項舉動。于是黑森-卡塞尔伯国便一直维持着一支较大的常备军。黑森-卡塞尔会强征适龄男性入伍，服役期最长可达20年，到了18世纪中叶，该国人口的7%都在军队服役。黑森军队训练有素，装备精良；谁给黑森-卡塞尔伯国的领主出钱，黑森军队就会为他打场漂亮仗。
曾有一位黑森-卡塞尔伯国领主名为腓特烈二世，他信仰罗马天主教，是英格兰国王喬治三世的叔父。起初，腓特烈二世提供了逾12000名士兵去美洲作战。与他们的英国盟军相似，黑森军也在适应北美洲环境时遇到了困难；首批抵达的部队深受疾病困扰，他們对长岛的进攻被迫推迟。自1776年起，黑森军的士兵们并入在北美服役的英国陆军，並参与了绝大多数主要战役，其中包括紐約及新澤西戰役、日耳曼敦战役、查爾斯頓圍城戰以及最后的約克鎮圍城戰，有大约1300名德意志人在这场战役中被俘，但有一些资料表明，德意志人的斗志比英军还要高涨。
由于来自黑森的军队兵力占说德语的部队兵力之大部分，现代美国人常将独立战争中讲德语的部队笼统称作黑森傭兵。据估计，黑森-卡塞尔在独立战争期间贡献了超过16000名官兵，其中有约6500人没能回国。黑森军官（后晋升将军）亚当·路德维希·奥克斯（Adam Ludwig Ochs）估计，有1800名黑森士兵阵亡，另有很多黑森军人计划留在美国，于是便在战后定居了下来。比如弗雷德里克·奥古斯塔斯·代·曾上尉在黑森-卡塞尔军队服役期满后留在了美国，甚至还和菲力·斯凱勒成了同事。
黑森-卡塞尔与英国签订了盟约，該國为后者提供15个团、4个擲彈兵营、2个獵兵连以及3个炮兵连。猎兵部队征募兵员的标准很高，其官兵得到的报酬也很可观，他们穿着做工精细的制服，无需参与体力劳动。这些猎兵在美洲的战斗中证明了自身价值，英方于1777年12月与黑森-卡塞尔签订了新条约，后者同意将猎兵兵力从260人增至1066人。
德意志人军队无法快速从大西洋另一边调遣兵力，补充人员损耗，于是黑森军便征募了非裔美国人，他们也就是所谓的黑色黑森军（Black Hessians）。黑森军部队中共有115名黑人士兵，大部分都是鼓手或横笛手。据估计，黑森军中有20%的人员都不是黑森人。
也许最著名的黑森-卡塞尔军官就是威廉·馮·克尼普豪森将军，他曾在数场主要战役中指挥作战。其他著名军官还包括卡爾·馮·多諾普上校以及約翰·拉爾上校。
战事之胶着与困难是英国和黑森-卡塞尔都未能预料到的，他們的伤亡越来越大，补给线越拉越长，对兩國的政治和经济都造成了打击。美国独立战争之后，黑森-卡塞尔便不再组建并出租军队了。

### 黑森-哈瑙
黑森-哈瑙是黑森-卡塞尔的半独立附属国，當時由黑森-卡塞尔領主腓特烈二世的长子、新教徒威廉一世统治。1775年，威廉一世在听闻邦克山戰役的消息后无条件地向英王乔治三世提供了一个团的兵力。黑森-哈瑙在战争期间共派遣了2422名官兵，只有1441人于1783年回国。黑森士兵中有很大一部分都是来自哈瑙的志愿兵，他们都是带着在战后定居美国的目的入伍的。
Wilhelm von Gall上校是一位来自黑森-哈瑙的一位军官；他效力于約翰·伯戈因将军麾下，並且負責指挥一个团。黑森-哈瑙派往北美的部队有一个步兵营、一个猎兵营、一个被称作“自由军团”的非常规步兵营，以及一个炮兵连。

### 不伦瑞克-沃尔芬比特尔
不伦瑞克-吕讷堡公国是一个被分成数个领地的公国，其中一个由英王乔治三世以不伦瑞克-吕讷堡（汉诺威）选帝侯的头衔来统治。邻近的布倫瑞克-沃爾芬比特爾親王國则由卡爾一世统治；他的儿子兼继承人卡尔·威廉·斐迪南迎娶了乔治三世的姐姐大不列顛的奧古斯塔公主。 
1775年，卡尔·威廉·斐迪南告诉英王乔治三世，不伦瑞克可以为他提供士兵前往美洲鎮壓十三殖民地。1775年12月，腓特烈·李德塞将军为即将确定的条约做准备，也就是开始征募士兵。1776年1月9日，不伦瑞克成为了第一个签订了支持英国的条约的德语国家。该国同意派遣4000名士兵：四个步兵团、一个掷弹兵营、一个龙骑兵团以及一个轻步兵营。不伦瑞克条约规定，应以帝国塔勒为币种为所有部队提供报酬——包括预支两个月的报酬，但所有官兵都必须宣誓效忠英王乔治三世。条约中有一项颇具争议的条款：每有一名不伦瑞克士兵阵亡，卡尔公爵便能收到7英镑4先令，用于替换兵员，且三名伤兵便可等同于一名阵亡士兵；另一方面，卡尔公爵则必须为每名逃兵或因病无法参战的士兵缴纳替换费用。
卡爾一世公爵为英国提供了4000名步兵以及350名龙骑兵（无马匹），弗里德里希·鲍姆中校擔任指挥官，总指挥为腓特烈·李德塞将军。
李德塞将军将不伦瑞克军的团级单位整编为军级单位，以便能接受新条约所规定的额外新兵。有作战经验的士兵则被安排到李德塞团（Regiment von Riedesel）、Rhetz团、腓特烈亲王团、Specht团、Barner营以及龙骑兵部队的各个新组建的连中。军官与士官们在神圣罗马帝国境内到处征兵，以补充兵员空缺，他们的征兵诱饵包括经济奖励、北美新世界的發展机会、减轻量刑案件以及出国冒险。
1777年薩拉托加戰役中，約翰·伯戈因将军麾下的讲德语的常规军大部分都是由这些士兵組成，他们通常都被称作“不伦瑞克军”（Brunswickers）。伯戈因的部队中有将近半数都是来自不伦瑞克和黑森-哈瑙的官兵，不伦瑞克军更是以训练有素而闻名。曾在尚普蘭湖上穿行的一艘船就挂着一面不伦瑞克旗，以表示对他们的价值的认可。李德塞的不伦瑞克军在哈伯顿战役中刚一露面就给人留下了深刻印象，他们在向大陆军的右翼发动刺刀冲锋时唱着路德教圣歌，此攻势挽救了行将崩溃的英军战线。李德塞的妻子費德莉卡·夏洛特·李德塞与丈夫一同参战，并留下了一本日志，该日志后来成为了研究萨拉托加战役的重要一手资料。伯戈因投降后，2431名不伦瑞克军被拘留，直到战争结束。
不伦瑞克共派遣了5723名官兵前往北美，其中有3015人没有在1783年秋回国。人员流失的部分原因是战斗伤亡以及临阵脱逃，但有很多不伦瑞克士兵被拘留期间逐渐熟悉起了美国，战争结束后，邦联议会以及不伦瑞克军军官们都准许他们留在美国。被俘虜的不伦瑞克军軍人曾两度行军穿越德裔宾夕法尼亚人定居区，因此其中有很多人都乘机逃跑了。由于英国人允諾根據戰死的人頭數量給予不伦瑞克公爵补偿金，所以尽可能地将逃兵谎报为阵亡对他來說是最为有利的。公爵甚至还会给每位留在美洲或返回美洲的士兵支付六个月的薪水。

### 安斯巴赫-拜罗伊特
由布蘭登堡-安斯巴赫藩侯亞歷山大统治的布蘭登堡-安斯巴赫与布蘭登堡-拜律特二元藩侯国起初为英方提供了1644名士兵，他们组成了两个步兵营、一个猎兵连以及一个炮兵连，最终有461人没有回国。安斯巴赫-拜罗伊特一共派遣了2353名士兵，其中包括一整个团的猎兵。曾有人稱他们是“战争中身材最高、外貌最好的兵团”“甚至比黑森军还要好”。这些部队参与了费城战役。安斯巴赫-拜罗伊特军人还曾跟随第一代康沃利斯侯爵查爾斯·康沃利斯将军参与了約克鎮圍城戰役，兵力接近1100人。
安斯巴赫-拜罗伊特後來又向北美派去了几批新兵。到战争结束时，共有2361名士兵被部署到北美，但只有1041人——尚不足总人数的一半——在1783年末返回了故国。独立战争爆发时，安斯巴赫-拜罗伊特藩侯负债累累，他派往国外的军队帮他获得了10万英镑的收入。1791年，他把安斯巴赫和拜罗伊特出售给了普魯士王國，靠着普鲁士给的养老金在英格兰度过了余生。

### 瓦尔代克
1776年4月20日，瓦爾代克和皮爾蒙特親王國与英国达成借兵协定。腓特烈·卡爾·奧古斯特侯爵一直保留着三个团，目的是有朝一日能把他們租給外国。这三个团中第一个参战的团有684名官兵，他們于1776年7月在朴茨茅斯出海，后参加了紐約及新澤西戰役。战役期间，瓦尔代克军团缴获了本属于美国将军查尔斯·李將軍的葡萄酒和烈酒，英国将军第五代何奧子爵威廉·何奧后命令他们将战利品全部在路边倒掉，結果瓦尔代克军团非常不滿。
瓦尔代克军都被并入了黑森将军威廉·冯·克尼普豪森麾下的德意志外国援军。
1778年，瓦尔代克第三团被派去防御彭萨科拉，而且被并入英国将军斯特拉赫的约翰·坎贝尔麾下的英军部队。该团的兵员遍布西佛羅里達，在比特堡、莫比尔以及巴吞鲁日等地均有驻军。该团指挥官约翰·路德维希·威廉·冯·汉克斯勒上校抱怨称自己的士兵们由于气候原因纷纷病倒，有些甚至病亡。没有几艘补给船会抵达偏远地区，而且士兵们的薪水也买不起当地的货品。奥古斯特侯爵告知杰曼勋爵，瓦尔代克征募新兵的速度赶不上部队在西弗罗里达减员的速度。除了补给缓慢，英军及瓦尔代克军也无法及时收到消息。直到遭遇西班牙总督贝尔纳多·德·加尔维斯的部队袭击后，他们才知道西班牙已经对英国宣战了。彭萨科拉围城战结束后，西班牙将很多食不果腹的瓦尔代克士兵纳入麾下。被西班牙人俘虏的英军在后来通过战俘交换返回，但瓦尔代克战俘们则一直被西班牙人关押在新奥尔良、韦拉克鲁斯，之后又在哈瓦那被关了一年多，在1782年才最终通过战俘交换返回。
瓦尔代克为战争贡献了1225名官兵，因伤亡或脫逃等原因而损失了720人。共有358名瓦尔代克士兵在战争期间死于疾病，另有37人阵亡。

### 汉诺威
最早在1775年，不伦瑞克-吕讷堡选侯国（汉诺威）就把五个营的部队派到了直布罗陀和梅诺卡岛，以接替驻扎在当地的英军，该国统治者正是英王乔治三世本人（兼任汉诺威选帝侯），被轮换下来的英军便可以被派到美洲作战了。由于汉诺威与英国是共主邦聯关系，前者亦拥有独立政府，根據英国-汉诺威条约规定，汉诺威军有义务听命于英方，而英方则承诺为汉诺威军支付费用，并在该国军队在国外作战期间保护汉诺威不受他国入侵。这些汉诺威军人參與了直布罗陀包围战，而且还守卫过梅诺卡岛。战争后期，汉诺威军的两个团被派往英属印度，在古德洛尔包围战中听从英方指挥，當時他們主要是在对抗法国-迈索尔联合守军。

### 安哈尔特-采尔布斯特
1777年，安哈尔特-采尔布斯特侯爵腓特烈·奧古斯特与英方签订条约，承诺为后者提供1160名官兵。侯爵在五个月的时间内征募到了一个编制为两个营的团，共计900名新兵。1778年5月，一个600-700人的营抵达加拿大，守卫魁北克市。另一个团则由大约500名潘德组成，他们于1780年被派去防守由英方所控制的纽约市。

## 对大陆会议的支持

### 德裔美国人
德意志人移民英国北美殖民地的潮流始于17世纪末。到了18世纪中期，大约有10%的北美殖民地人口使用德语。德意志人肯定是英属北美人数最多的非英裔欧洲少数族裔，但在他们内部，被同化以及接受盎格魯化的程度相差很大。
1756年的英法北美战争期间，英方从上述人口中征兵，组建了國王皇家步槍團，该团的人员基本都是德裔定居者。弗雷德里克·魏森费尔斯男爵移民十三殖民地后成為一名英国军官並且定居纽约。美國独立战争开始后，魏森费尔斯从英军叛逃，从1775年开始为爱国者效力，官至中校。
讲德语的北美定居者中既有中立者，也有独立派或效忠派的支持者。德裔效忠派以地方民兵的身份参战，有一些在战后流亡回了德意志地区。有几个州组建了德意志人团，也有些民兵组织征募了德裔美国人。1775年，查尔斯顿的德裔移民组建了一个燧发枪连，还有些喬治亞州的德裔人加入了大陆军指挥官安东尼·韦恩的部队。
德裔爱国者人数最多。彼得·穆伦贝格和弗里德里克·穆伦贝格還參加了大陆会议，彼得还是华盛顿的参谋部成员。 

#### 宾夕法尼亚德裔人纠察部队
美军纠察部队征募了德裔宾夕法尼亚人，而且由Bartholomew von Heer上尉指挥，这位普鲁士人在独立战争爆发前移民到了雷丁，他曾在欧洲于类似部队中服役。美國独立战争期间，德裔宪兵部队（the Marechaussee Corps）执行过多种任务，包括情报搜集、道路安保、抓捕战俘，甚至还在斯普林菲尔德战役中参与了战斗。德裔宪兵部队曾在約克鎮圍城戰役期间为华盛顿的总部提供安保，是华盛顿本人的安保特遣队，也是独立战争结束后最后一批被遣散的部队之一。大陆军一般不大欢迎德裔宪兵部队，因為该部队的一些成员基本不会说英语。有六名纠察部队成员在被征召前是被俘的黑森士兵。因为纠察部队与美國陸軍憲兵部隊职能近似，因此也有人将他们视作今日美國陸軍憲兵部隊的前身。 

#### 德意志团
1776年5月25日，第八马里兰团（又名德意志营或德意志团）在第二届大陆会议的授权下成立，该部队属于大陆军，由德裔定居者组成。与大部分大陆军部队不同，该部队的兵员来自多个州份，起初由八个连组成：四个来自马里兰州，四个（后增至五个）来自宾夕法尼亚。安东尼·韦恩将军麾下的一位名叫尼古拉斯·豪塞格的少校奉命指挥该部队。该团参与了特倫頓戰役和普林斯顿战役，还参加了苏利文远征。该团于1781年1月1日解散。

### 欧洲支持者
乔治·华盛顿对欧洲军官加入大陆军持欢迎态度。巴伐利亚军人约翰·德·卡尔布在担任大陆军将军之前曾在法国军队中服役。还有其他德意志军人来到美国发挥所学之所长。比如普鲁士人弗里德里克·威廉就是一位战争初期的軍官，而且職權是由大陆会议授予；他于1776年死于纽约。来自愛沙尼亞的德意志人古斯塔夫·罗森塔尔也成了大陆军军官。他在战后返回愛沙尼亞，但其他一些德国军人，比如大卫·齐格勒，则选择了留在美國。
另外，法国还拥有八个讲德语的团，兵员数逾2500。劳尊军团就是由法国和德意志士兵组成，部队的指挥用语也是德语。法军中的茨韦布吕肯德意志王家法国步兵团中也有德意志裔官兵。
支持独立事业的最著名德意志人是来自普鲁士的弗里德里奇·威廉·冯·斯图本，他经由法国独自来到美洲，成为了华盛顿的督察长。冯·斯图本将军曾在福吉谷训练大陆军，后来还为美国陆军编著了第一本步操教范。1780年6月，在防御新泽西的莫里斯敦时，冯·斯图本担任先遣队指挥官，抵御克尼普豪森将军的部队的进攻——于是便出现了两位德裔将军在战役中短暂对垒的局面。冯·斯图本后来获得了美国公民身份，並且一直留在美国，直到1794年去世。
冯·斯图本的祖国普鲁士加入了第一次武裝中立聯盟，美国人因普鲁士国王腓特烈二世因在战争初期支持大陆军而十分感激他。乔治三世曾在七年战争中撤回了對普魯士的军事援助，腓特烈二世因此一直对他怀恨在心。他曾表示有兴趣开设对美贸易，而且還绕过英国港口，准许美国代理人在普鲁士购置武器。腓特烈二世预计美方会赢得独立战争，承诺将承认美国以及美国外交人员，前提是法国先这么做。不過腓特烈二世表示普鲁士不會為北美战事而征兵，雖然如此，前往北美參戰的安哈尔特-采尔布斯特军队在途径普鲁士领土时依然被堵截，第五代何奧子爵威廉·何奧所盼望的将在1777-1778年冬季到来的增援因此而滞后。
但是，在巴伐利亞王位繼承戰爭爆发后，腓特烈二世開始重視與英国之間的关系。美国船只被禁止驶入普鲁士港口，腓特烈二世在美国签订巴黎條約后才正式承认美国政府。腓特烈二世甚至在战争结束后还认定美国太大，无法以合众国制度（共和制）运转，只能重新加入大英帝国，只不過美利堅在英国议会中的議席份額會增加。